# 劇場版ポケットモンスター ベストウイッシュ 神速のゲノセクト ミュウツー覚醒
劇場版ポケットモンスター ベストウイッシュ 神速のゲノセクト ミュウツー覚醒（げきじょうばんポケットモンスターベストウイッシュ  しんそくのゲノセクト ミュウツーかくせい）は、2013年7月13日に公開のテレビアニメ『ポケットモンスター』の劇場版第16作目の作品。
キャッチコピーは「キミはまだ本当のミュウツーを知らない―」。

## 概要
『ベストウイッシュ』最終作で、ポスター等一部メディアではタイトルが『ポケットモンスター ベストウイッシュ -最終章-』と表記されている。時系列は『エピソードN』完結後から『デコロラアドベンチャー』開始までの間である。当初発表されていたタイトルは『神速のゲノセクト』となっており、ミュウツーの登場は伏せられていたが、2013年2月15日に『神速のゲノセクト ミュウツー覚醒』が正式タイトルであることが公表された。また、短編映画『ピカチュウとイーブイ☆フレンズ』が同時上映されている。
『ベストウイッシュ』としては最終作となるため、『幻影の覇者 ゾロアーク』に続き、エンディングではレギュラーキャラのライバルやイッシュ地方のジムリーダーとチャンピオン、Nなどの関係者が登場している。反面、新作の『ポケットモンスターX・Y』のポケモンは登場していないが、本作で登場するミュウツーの新たな姿が公開後に「X・Y」で「メガシンカ」した姿であると判明し、「X・Y」と繋がっている。また、『エピソードN』2話および11話で、Nが廃墟となったプラズマ団の施設を訪れた際、ゲノセクトのデータやゲノセクトたちが施設から逃亡する回想シーンなどが入っており、近年のポケモン映画としては珍しくテレビ本編で劇場版との明確な繋がりを示す描写がある。
本編終了後に『劇場版ポケットモンスター XY』の公開が発表され、同年12月に『ポケモン・ザ・ムービー XY 破壊の繭』というタイトルが発表され、ディアンシーの存在が発表された2014年2月に『破壊の繭とディアンシー』が正式タイトルであることが公表された。
全国345スクリーンで公開され、2013年7月6、7日の初日2日間で興収4億8,629万3,500円、動員46万4,839人になり映画観客動員ランキング（興行通信社調べ）で初登場第2位となった。2014年1月発表の最終興収は31.7億円。

## 前売り券・配布ポケモン
4月20日より発売された本作の前売り券に付属する引換券で入手できるポケモンは『強さを極めたミュウツー』であり、6月15日より引き換えが開始された。このミュウツーはレベル100で、『きんちょうかん』の特性を持っている。
また、劇場でのワイヤレス通信ではレベル100の『赤いゲノセクト』が『ポケットモンスターブラック・ホワイト』及び『ポケットモンスター ブラック2・ホワイト2』を対象に配信される。劇場で色違いのポケモンが配信されるのは史上初。
毎年恒例となっている予告CMにおける前売り券の宣伝は『幻影の覇者 ゾロアーク』以来3年ぶりにロケット団が担当。本編開始時と終了時に『赤いゲノセクト』入手時の注意アニメが上映され、ニャースとソーナンスがナビゲートしている。

## ストーリー
イッシュ地方を手中に収めるべく暗躍していた組織「プラズマ団」。今ではサトシとNらの活躍で壊滅してしまった彼らは過去に絶滅したポケモンを現世に蘇らせていた。それが3億年前までに生息していたといわれる古代のポケモン「ゲノセクト」だった。化石から復元させられた5体のゲノセクトは背中に砲台を取り付けられた。だが5体は人間への憎しみを芽生えさせプラズマ団から逃げ出してしまう。そして現在。ゲノセクト達は元々いた住処へと帰ってきたが、そこは既に変わり果てていた。そこへ人間がミュウの遺伝子を使って生み出したポケモン「ミュウツー」が現れる。ゲノセクトの声を感じてやって来たミュウツーは彼らの心を読み、自分と同じ境遇を持つゲノセクトを救おうとする。しかし、赤い体色のゲノセクトがそれを拒否すると仲間を従わせ、ミュウツーを攻撃。そのまま去ってしまう。
その頃、サトシ、アイリス、デントの3人は大都会「ニュートークシティ」に来ていた。そこで一同は一般公開前のポケモン居住施設「ポケモンヒルズ」をスタッフであるエリックの計らいで特別に見学していた。見学後、花壇の庭でサトシはアクアカセットのゲノセクト（以下より水ゲノセクト）と偶然出会い、心を通わせる。そして水ゲノセクトの「家に帰りたい」という言葉を聞いたサトシは自分が家に帰してみせると約束する。とそこへ赤いゲノセクトが仲間を連れてサトシ達の前に現れ、攻撃を仕掛けてきた。水ゲノセクトは赤いゲノセクトを止めようと説得するが赤いゲノセクトの命令を聞いた途端、水ゲノセクトは自我を失い、命令通りにサトシ達を攻撃してしまう。その後、ゲノセクト達はそのまま去っていくが彼らの攻撃は直前に飛び込んできたミュウツーによって防がれていた。そしてミュウツーはゲノセクトと自身の事をサトシ達に伝えると何処かへと去っていく。
その夜。ゲノセクト達がポケモンヒルズに侵入。住んでいたポケモン達を追い出すと糸で何かを作り始める。事に気づいたサトシ達がポケモンヒルズにこっそり潜入してみると中央部に巨大な物体が。そこへ水ゲノセクトが現れ、巨大物体がゲノセクト達の巣である事を知る。しかし巣が原因でポケモンヒルズに併設された変電所に異常が起きていた。このままでは街全体の停電も時間の問題。その状況の中、騒ぎに気付いたミュウツーは赤いゲノセクトと街中で戦い始めた。さらにポケモンヒルズのポケモン達も他のゲノセクト達と対立してしまう。

## 登場人物

### レギュラー
詳細は個別記事かアニメ版ポケットモンスターの登場人物を参照。
サトシ
声 - 松本梨香
ポケモントレーナーを目指す少年。ゲノセクトに出会う。
アイリス
声 - 悠木碧
ドラゴンマスターを目指す少女。相変わらずサトシを子供扱いする。
デント
声 - 宮野真守
ポケモンソムリエのトレーナー。元サンヨウジムのジムリーダー。
サトシのポケモン
ピカチュウ
声 - 大谷育江
技：10まんボルト、アイアンテール
サトシのパートナー。
リザードン
声 - 三木眞一郎
元々はリザフィックバレーで修行していたが、サトシがもう一度リザードンと旅をしたいという願念で再び手持ちに加わった。
ミジュマル
声 - 福圓美里
技：ハイドロポンプ
チャオブー
声 - 水田わさび
ツタージャ
声 - 林原めぐみ
ハハコモリ
声 - 犬山イヌコ
アイリスのポケモン
キバゴ
声 - 津田美波
アイリスのパートナー。
ドリュウズ
声 - 古島清孝
エモンガ
声 - かないみか
カイリュー
声 - 佐藤健輔
以前までは暴れん坊でアイリスの指示を聞いていなかったが、今ではアイリスを主人と認め指示通りにしている。
デントのポケモン
ヤナップ
声 - 藤村知可
デントのパートナー。
イワパレス
声 - 三木眞一郎
技：がんせきほう
　「がんせきほう」でサトシ達を助けた。
マッギョ
声 - 石塚運昇
ムサシ
声 - 林原めぐみ
ロケット団の女性団員。
コジロウ
声 - 三木眞一郎
ロケット団の男性団員。
ニャース
声 - 犬山イヌコ
ロケット団員。
ジョーイ
声 - 藤村知可

### ゲストキャラクター
エリック
声 - 吉村崇（平成ノブシコブシ）（特別出演）
ポケモンヒルズで働いているさわやかな性格の好青年でサトシたちを案内する。その後、ゲノセクトが起こした事件に巻き込まれる。

### ゲストポケモン
ミュウツー
声 - 高島礼子（特別出演）
技：サイコブレイク、サイコキネシス、テレポート、バリアー
『ミュウツーの逆襲』に登場したものとは別個体。女性的な性格で敬語を使う。今作ではメガシンカ系『メガミュウツーY』へと覚醒を遂げる能力を持ち、メガシンカ前を大きく上回るスピードを発揮する。
自分を造り出し研究材料とした施設を壊滅させた後、傷つき逃亡する中で野生ポケモンに救われたことから、優しさや思いやりを知る。故にポケモン達には献身的な姿勢を示す。一方で人間に対しては自身を実験体にした経験から厳しい態度をとり不信感を示すが危害が及ぶことは許せない模様。現代に蘇ったゲノセクト達の存在を知り、彼らの活動を制止し共に新たな居場所を探すために現れる。
赤いゲノセクト
声 - 山寺宏一（特別出演）
技：テクノバスター、しんそく、ブレイズキック
甦ったゲノセクト軍団のリーダー的存在。色違い故の真紅の身体が特徴。通常色のゲノセクトよりスピードが速く、発射するテクノバスターもタイプ不明の紫色となっている。他のゲノセクトを無理矢理従わせる能力を持つ。他の4匹も含め、普段は聞き取れない鳴き声を出すが、時々人語を話すこともある。
ゲノセクト集団の中でもとりわけ排他的で自分とその同種達以外は敵とみなし、容赦なく排除しようとする。
ゲノセクト達
声 - 氷ゲノセクト：渡辺明乃・炎ゲノセクト：古島清孝・雷ゲノセクト：佐藤健輔
赤いゲノセクトと共に甦った4匹の通常色のゲノセクト。それぞれアクア、フリーズ、ブレイズ、イナズマの4種のカセットを装備しており、異なるタイプのテクノバスターを放つ。
水ゲノセクト
声 - 諸星すみれ
通常色のゲノセクトの1体で、アクアカセットを装備している。他のゲノセクト達の中でも少々臆病で子供らしい性格をしている。偶然サトシ達と出会い心を通わせる。
ヤミラミ
声 - 三瓶由布子
技：サイコキネシス
ポケモンヒルズに住むポケモンの一体。臆病な性格だが、サトシ達とはすぐ仲良くなった。
イシツブテ
声 - 徳井健太（平成ノブシコブシ）（特別出演）
ポケモンヒルズに住むポケモンの一体。数匹登場している。
イーブイ
声 - 吉岡聖恵（いきものがかり）
ニュートークシティに住むナツキとユキノの手持ちポケモン。
オーダイル
声 - 最上嗣生
技：はかいこうせん、ハイドロポンプ
ポケモンヒルズに住むポケモンのリーダー的存在。「はかいこうせん」など強力な攻撃技を使う。また他にもヘルガー、キノガッサ、メブキジカ（夏の姿）、ペルシアンなどがポケモンヒルズに多数住んでいる。当初はゲノセクト軍団を敵視していたが、家に帰りたいと願う水ゲノセクトに同情し、協力する。

## 用語
- ニュートークシティ

今回の舞台となる都市。
- ポケモンヒルズ

ニュートークにある人工自然公園。
- オルタス

古代蓮の一種。ポケモンヒルズにも移植されている。水のゲノセクトはこの花を気に入っており、川岸にいたところをサトシたちと出会うことになる。
- アルサス自然公園

オルタスが自生する自然公園。物語の鍵でもある。

## スタッフ
- 原案 - 田尻智、増田順一、杉森建
- スーパーバイザー - 石原恒和、久保雅一
- アニメーション監修 - 小田部羊一
- エグゼクティブプロデューサー - 浅井認、福永晋
- プロデューサー - 盛武源、小田原明子、岡本順哉、宮原俊雄
- アニメーションプロデューサー - 神田修吉
- アニメーションコーディネーター - 吉川兆二
- 制作担当 - 小板橋司
- デスク - 宮下瑞穂、新藤麻希子
- 脚本 - 園田英樹
- 絵コンテ - 湯山邦彦 / 日高政光、吉川博明、関野昌弘、尼野浩正、飯島正勝
- 演出 - 吉川博明、関野昌弘、於地紘仁、飯島正勝、日高政光
- キャラクターデザイン - 毛利和昭、一石小百合、松原徳弘、山田俊也
- 美術設計 - 田中俊成
- 総作画監督 - 毛利和昭、佐藤和巳、一石小百合
- 作画監督 - 橋本千絵、新岡浩美、中野悟史、佐藤陵、山下敏成、加野晃、酒井強至、竹内杏子、田口広一、新村杏子、吉田徹、山田俊也、松原徳弘
- 動画検査 - 榎本冨士香、室岡辰一、齋藤友希、阿部由実、井上高宏、鈴木三音子、あべみゆき
- 美術監督 - 秋葉みのる
- 美術担当 - 園田由貴、中村直樹、片岡一巳
- 色彩設計 - 佐藤美由紀、吉野紀通
- 色指定・検査 - 井上あきこ、久島早映子、大内綾、由利満
- 検査 - 奥井恵美子、伊藤敦子、千葉陽子、角野江美、山瀬仁美、砂原直子
- 仕上げ管理 - 佐々木尚子
- 特殊効果 - 太田憲之
- 撮影監督 - 柚木脇達己
- 撮影チーフ - 青島彩
- CGIプロデューサー ‐ 坂美佐子
- CGIスーパーバイザー - 近藤潤
- CGIディレクター - 伊藤良太
- 編集 - 辺見俊夫
- 編集助手 - ジェイ・フィルム、野川仁、小守真由美
- 現像 - IMAGICA
- 音楽 - 宮崎慎二
- 音楽プロデューサー - 齋藤裕二、佐野弘明
- 一部原曲・作曲 - 景山将太、一之瀬剛、佐藤仁美、足立美奈子
- 音響プロデューサー - 南沢道義、西名武
- 音響監督 - 三間雅文
- 音響効果 - 神保大介
- 制作デスク - 北村卓也
- 設定制作 - 鈴森龍
- 制作進行 - 菊地勇、田中和美、正田聡史、北村翔太郎、田村高広、棚原唯、上野智志、河原祥順、藤井康晶
- 制作協力 - スノードロップ、福家日左夫
- 製作 - 片寄聰、伊藤憲二郎、富山幹太郎、井澤昌平、遠藤真郷、紀伊高明
- アソシエイトプロデューサー - 都築伸一郎、山内克仁、弓矢政法、藤田亮、野本岳志、川崎由紀夫
- アニメーション制作 - OLM Team Koitabashi
- 監督 - 湯山邦彦
- 製作 - ピカチュウプロジェクト（The Pokémon Company、小学館、テレビ東京、タカラトミー、ジェイアール東日本企画、OLM、小学館集英社プロダクション）

## 主題歌
オープニングテーマ「夏めく坂道」
作詞・作曲 - ダイスケ、田中秀典 / 編曲 - 鈴木Daichi秀行 / 歌 - ダイスケ（エピックレコードジャパン）
ポケモン映画のOPで初めて男性歌手が担当し、販売元がPIKACHU RECORDSではない劇場用OPが使用された。
エンディングテーマ「笑顔」
作詞・作曲 - 水野良樹 / 編曲 - 亀田誠治 / アーティスト - いきものがかり（エピックレコードジャパン）

## 映像ソフト化
- 本編のDVDとBDは、2013年12月18日に発売され、本作を含むミュウツーが登場する関連作品が収録されたDVD3枚組の限定盤「ミュウツースペシャルパック」も同時発売された。

## ミュウツー 〜覚醒への序章（プロローグ）〜
2013年夏に映画前作『キュレムVS聖剣士 ケルディオ』とともに放送されたスペシャルアニメで、映画の前日譚（プロローグ）となるエピソード。テレビ東京系列などでは2013年7月11日に放送。ミュウツーがサトシたちと出会う前の話でポケモンレスキュー隊の青年・バージルが主役となっている。サトシたちは本作の終盤のみに登場している。

### キャスト（序章）
- バージル - 梶裕貴

本作の主人公。ポケモンレスキュー隊を勤める青年でイッシュ地方ではサトシとライバル関係だった。今作は彼がイッシュリーグで優勝した後の話である。
- イーブイ - 西村ちなみ

バージルの手持ちの中で唯一のメス。
- オスカー - 佐藤正治

山小屋に住む老人。かつてムーランドと共に山岳救助を行っていた。
- アンナ - 加藤英美里

オスカーの孫娘。森のポケモンたちと心を通わせることができる。以前オスカーと共にミュウツーに助けられたことがある。
- ダンク - 子安武人

バージル達に助けを求めてきた謎の男性で、アンナとオスカーに助けられたポケモンの正体がミュウツーであると告げる。正体はポケモンハンターで、研究所からの命令でバンギラスや二体のシュバルゴを使い、ミュウツーを捕獲しようとしていた。最後はミュウツーに「自分は利用されただけ」と言う弁解も聞いてもらえず、バージルに捕まり、そのまま逮捕された。
- ムーランド - 佐藤健輔

オスカーのポケモン。
- バンギラス - 星野貴紀

ダンクのポケモン。「はかいこうせん」などの攻撃技を使う。しかし、ミュウツーによってモンスターボールを破壊されたため、シュバルゴと共に野生へ帰った。
- グレイシア - 朝井彩加

本編同様、活躍を見せている。なお、サンダース、ブースターは6体あわせのため手持ちに入れていない。
- ブラッキー - 荒井聡太

今作では「サイコキネシス」で火を消したり、ダンクを捕まえたりなど重要な役割をしている。また、イーブイ以外で唯一、声優が変わっていない。
- エーフィ - 矢野亜沙美

こちらもブラッキー同様。
- リーフィア - 田中里和

本編では特に目立った場面はないが、今作では手持ちに加わり活躍している。
- シャワーズ  - 三宅貴大

本編ではドアの錆取りやバトルなどで活躍しており、今作ではそれ以上に活躍している。
- ミュウツー - 高島礼子（特別出演）
- サトシ - 松本梨香
- ピカチュウ - 大谷育江
- アイリス - 悠木碧
- キバゴ - 津田美波
- デント - 宮野真守

終盤のみ登場。オーキド博士と通信していた。
- オーキド博士 - 石塚運昇

終盤のみ登場。通信を通してサトシ達にポケモンヒルズの事を話した。

### スタッフ（序章）
- 監督 - 湯山邦彦
- 脚本 - 園田英樹
- 絵コンテ/演出 - 日高政光
- キャラクターデザイン - 竹内杏子
- 総作画監督 - 山田俊也、竹内杏子
- 製作 - ピカチュウプロジェクト

## コミカライズ
『月刊コロコロコミック』で漫画版が2013年5月号から2013年7月号にかけて掲載された。作画は井上桃太。その後、同年7月12日から7月15日までマクドナルドのハッピーセット購入者に無償配布された小冊子『ポケモンコミックサマースペシャル』に収録され、2013年7月13日にてんとう虫コロコロコミックスより発売された。

## ノベライズ
小学館ジュニアシネマ文庫で小説版が2013年8月7日に発売された。著者は園田英樹。

## リアル脱出ゲームとのタイアップ
上映期間中にSCRAP主催のゲームイベントである『リアル脱出ゲーム』とのコラボで『神速のゲノセクトから遊園地を救え!』をよみうりランドで実施し、夏休み中の子供たちを中心に参加した。